# 保罗·朗
保罗·理查德·朗（英語：Paul Richard Long，1944年2月8日—），美国NBA联盟前职业篮球运动员。他在1967年的NBA选秀中第5轮第45顺位被底特律活塞选中。